# Oued Laou (Stadt)
Oued Laou (arabisch واد لاو, Zentralatlas-Tamazight ⴰⵙⵉⴼ ⵏ ⵍⴰⵡ Asif n Law) ist eine kleine Küstenstadt und ein Badeort mit etwa 11.500 Einwohnern in der Provinz Tétouan in der Region Tanger-Tétouan-Al Hoceïma im Norden Marokkos.

## Lage und Klima
Oued Laou liegt an der steil abfallenden Mittelmeerküste des Rifgebirges etwa 46 km (Fahrtstrecke) südöstlich von Tétouan bzw. etwa 52 km nordöstlich von Chefchaouen; die Mündung des gleichnamigen Küstenflusses befindet sich ca. 2 km südlich der Kleinstadt. Das Klima ist gemäßigt bis warm; Regen (ca. 530 mm/Jahr) fällt hauptsächlich in den Wintermonaten.

## Bevölkerung
| Jahr      | 1994  | 2004  | 2014  | 2024   |
| Einwohner | 7.575 | 8.383 | 9.665 | 11.690 |

Der überwiegende Teil der Einwohner ist berberischer Abstammung; gesprochen werden sowohl Dialekte des Tarifit als auch Marokkanisches Arabisch.

## Wirtschaft
Die ehemals nur etwa 1000 Menschen zählende Bevölkerung lebte bis weit ins 20. Jahrhundert hinein als Selbstversorger überwiegend vom Fischfang sowie von den geringen Erträgen der Landwirtschaft, zu der auch die Haltung von Schafen, Ziegen, Hühnern und Eseln gehörte. Erst seit den 1970er und 1980er Jahren ist allmählich der Badetourismus als Einnahmequelle hinzugekommen, der mittlerweile eine nicht unwichtige Rolle im Wirtschaftsleben des Ortes spielt.

## Geschichte
Mangels schriftlicher Aufzeichnungen ist über die ältere Geschichte des Ortes nichts bekannt. Im Jahr 2025 wurden jedoch Funde aus dem Ortsteil Kach Kouch dokumentiert, die eine prähistorische Besiedlung belegen; dabei datieren die ältesten Funde auf die Zeit zwischen 2200 und 2000 v. Chr. Ab 1300 v. Chr. erfuhr der Ort eine Blüte. Beim Bau der Häuser wurde Flechtwerktechnik eingesetzt. Zur Landwirtschaft gehörten Gerste, Weizen, Bohnen, Erbsen, Rinder, Schafe und Ziegen. Um 800 v. Chr. kamen Phönizier in die Gegend. Der Stil der Gebäude wies nun auf Steinsockeln errichtet, eine Vermischung der Kulturen auf und die Häuser wurden auf Steinsockeln errichtet. Gegen 600 v. Chr. wurde Kach Kouch ausgegeben.

## Sehenswürdigkeiten
- Das Zusammenspiel von den kleinen Buchten mit Sandstränden am Mittelmeer und dem bergigen Hinterland bietet viele reizvolle Aspekte.

Umgebung
- Mehrstündige Wanderungen entlang des teilweise tief ins Felsgestein eingegrabenen Oued Laou sind empfehlenswert.
- Ausflüge zu den sehenswerten Medinas von Tétouan und Chefchaouen sind möglich.